# Blawe
Blawe is een bestuurslaag in het regentschap Kediri van de provincie Oost-Java, Indonesië. Blawe telt 1591 inwoners (volkstelling 2010).